# Kamill Resler
Kamill Resler (ur. 23 grudnia 1893 w Pardubicach, zm. 11 lipca 1961 w Pradze) – czeski prawnik, publicysta i bibliofil.

## Życiorys
Syn urzędnika skarbowego Josefa Reslera i Antonii z d. Boháčová. W wieku 10 lat wraz z rodziną przeniósł się do Pragi.
Uczęszczał do gimnazjum na Vinohradach, gdzie poznał malarza Vratislava Brunnera oraz pisarzy Michaela Káchę i Karela Tomana. Utrzymywał także kontakt ze środowiskiem artystów skupionych wokół Stanislava Kostki Neumanna. Był członkiem Sokoła i przyjacielem rodziny jego znanego działacza, Josefa Scheinera. Utrzymywał kontakt ze środowiskami anarchistów i socjalistów. Po ukończeniu gimnazjum uczęszczał do szkoły handlowej i pracował jako księgowy. 
Podczas I wojny światowej był żołnierzem pułku jegrów, w armii spędził 4 lata i 2 miesiące, z czego 8 miesięcy na froncie. Walczył w kampanii serbskiej i na froncie wschodnim. Przez pewien czas przebywał w szpitalu z powodu malarii. Ukończył szkołę oficerską, pełnił funkcję dowódcy kompanii karabinów maszynowych. Pełnił także funkcję komendanta strzelnicy oraz magazynu amunicji. Od 1917 roku studiował prawo na Uniwersytecie Karola. W 1918 roku zaangażował się w przejmowanie władzy, w 1919 roku jako porucznik w oddziale ochotników brał udział w walkach na Słowacji, gdzie został ciężko ranny w walkach pod Komárnem. Z powodu ran jego lewa noga była kilkanaście centymetrów krótsza od drugiej. 
Podczas jego pobytu w szpitalu Josef Scheiner zaproponował mu pracę w jego kancelarii prawniczej. W 1920 roku ukończył studia prawnicze. W 1924 roku wziął ślub z Libušą Donátovą. Na początku lat 20. XX wieku przebywał na Morawach, gdzie wspomagał Josefa Floriana, poznał także benedyktyna Jana Anastáza Opaska. Jako prawnik był obrońcą w procesach działaczy lewicowych, m.in. Antonína Boučka, Josefa Hory, Jana Hořejšíego, Xeny Longenovej, Jindřicha Štyrskiego, Franty Sauera i Františka Halasa. Bronił członków Komunistycznej Partii Czechosłowacji, był adwokatem Arnošta Dvořáka. Bronił także oskarżonych o zbrodnie przeciwko państwu Niemców. W 1938 roku, jako członek stowarzyszeń prawniczych sprzeciwiał się dyskryminacji żydowskich prawników. Jego kancelaria adwokacka stała się miejscem spotkań czeskich artystów i literatów, spotykali się tam m.in. František Halas, Jaroslav Seifert, Vladimír Holan, František Hrubín, Hanuš Jelínek, Pravoslav Kotík, František Kobliha, Emanuel Frynta, František Bidlo, Karel Holan, Ludmila Jiřincová i Václav Mašek. Publikował teksty dotyczące prawa, był autorem biografii przedstawicieli czeskiej literatury awangardowej. Wydał bibliografię prac Josefa Floriana oraz wydań utworu Máj Karela Hynka Máchy. Był także bibliofilem.
Po konferencji monachijskiej napisał zbiór wierszy w obronie Czechosłowacji, które wydano w 1945 roku. W 1939 roku był oskarżycielem w procesach osób oskarżonych o ataki na Żydów oraz przeciwników politycznych, procesy kontynuował także po utworzeniu Protektoratu Czech i Moraw. W 1940 roku procesował się z Janem Rysem-Rozsévačem i innymi działaczami Vlajki.
Podczas II wojny światowej zaangażował się w działalność czechosłowackiego ruchu oporu, m.in. w ramach Centralnego Komitetu Krajowego Ruchu Oporu. Współpracował z Jiřím Sedmíkiem i Kamilem Kroftą. Wspierał finansowo rodziny aresztowanych członków ruchu oporu, udzielał im także pomocy prawnej. Miał także wyciągnąć z transportu żydowską dziewczynkę, dla której pozyskał następnie fałszywe dokumenty.
Po II wojnie światowej brał udział w procesach przed Sądem Narodowym i Sądem Ludowym, broniąc m.in. Jiříego Havelki, Jana Kaprasa, Richarda Bienerta, gen. Otta Bláhy i Jiříego Stříbrnego. W 1946 roku był obrońcą z urzędu w procesie Karla Hermanna Franka, z powodu udziału w tym procesie nazywany był „adwokatem diabła” oraz „ostatnią ofiarą Franka”.
Po zamachu stanu w 1948 roku został zmuszony do zamknięcia kancelarii i podjął pracę w Muzeum Narodowym, był także członkiem stowarzyszenia bibliofilów oraz Towarzystwa Literacko-Naukowego przy Czechosłowackiej Akademii Nauk. Przełożył na język czeski książkę Ciemność w południe Arthura Koestlera, był także autorem artykułów dotyczących czeskiego anarchizmu oraz pisarzy. Przełożył także poemat Kruk Edgara Allana Poe i wiersze Rainera Marii Rilke. Posługiwał się językiem łacińskim, greckim, niemieckim, francuskim, włoskim, serbsko-chorwackim i angielskim.
Opracował spisy kolekcji bibliotek w Křivoklácie i Hořovicach. W latach 50. XX wieku udzielał porad prawnych osobom z niepełnosprawnościami. Był inwigilowany przez StB, w aktach StB jego kryptonim to „Oportunista”.
Zmarł w biedzie, po krótkiej chorobie, w 1961 roku, jego księgozbiór został przejęty przez kilka instytucji.